# Paul Terlinden
Pour les autres membres de la famille, voir Famille Terlinden.
Paul Terlinden (Gand, 4 octobre 1858 - Saint-Gilles, 11 avril 1935) était un avocat belge, membre de la Chambre des représentants et bourgmestre de Rixensart.

## Biographie
Il était le fils de Charles Terlinden, écuyer, Président de Chambre à la Cour d'Appel de Bruxelles. Il se maria le 16 juillet 1883 à Saint-Gilles (Bruxelles) avec Valentine Bosquet. Il fut bourgmestre de Rixensart de 1884 à 1921; il fut aussi membre de la Chambre des Représentants et président de la Fédération des Associations catholiques-démocratiques de l'arrondissement de Nivelles. 
En dehors de ses activités politiques, il fut régisseur de la famille de comte de Mérode, au château de Rixensart dans lequel il résidait. Il reçut en 1927 le titre de baron. 
Pendant la difficile période de la guerre 1914-1918, il aida la commune de Rixensart  de ses deniers personnels en vue d'y éviter famine et misère. Patriote, il fut arrêté et emprisonné par les Allemands en 1917. Son épouse exerça pendant les quatre années de guerre les fonctions d'infirmière au service de l'armée belge au front.
Une avenue de Rixensart créée en 1933 porte son nom, ainsi qu'une avenue située sur les communes de La Hulpe et d'Overijse.